# Andrew Loog Oldham

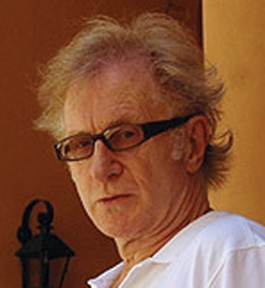
Andrew Loog Oldham, 2010

Andrew Loog Oldham (* 29. Januar 1944) ist ein englischer Musiker, Journalist und Musikmanager. Er war von 1963 bis 1967 Manager der englischen Musikgruppe The Rolling Stones.

## Leben und Werk
Oldhams Mutter war Australierin, sein im Zweiten Weltkrieg verstorbener Vater niederländisch-amerikanischer Herkunft. Im Jahr 1955 verschrieb sich Oldham der Rockmusik. Er wurde im Alter von 16 Jahren der Schule verwiesen, weil er zu häufig den Unterricht geschwänzt hatte. Nach dem Schulverweis arbeitete er kurzfristig als Schaufenstergestalter für die Modedesignerin Mary Quant sowie als Journalist für das Unternehmen NEMS, geführt von Brian Epstein. Später versuchte er sich als Popsänger, hatte allerdings sehr wenig Erfolg damit.
Im Februar 1963 hatte Oldham Brian Epstein seine Fähigkeiten angeboten. Er wollte ihm helfen, die Liverpooler Pop-Gruppe Gerry & the Pacemakers groß herauszubringen. Die Zusammenarbeit endete bereits im April desselben Jahres. Auf der Suche nach einer Anstellung kam er bei der Musikzeitschrift Record Mirror vorbei und schnappte dort bei einer Unterhaltung das Wort „wild“ auf. Sein Interesse an den Rolling Stones war geweckt, und er nutzte ein Konzert, um die Band kennenzulernen. Er war von ihnen beeindruckt und sprach sie gleich nach dem Konzert an. In diesem Gespräch bot er der Gruppe an, deren Manager zu werden. Die Rolling-Stones-Mitglieder Mick Jagger und Keith Richards waren ihrerseits vom Auftreten Oldhams beeindruckt, und so traf man sich, um einen Vertrag auszuarbeiten. In diesem Vertrag wurde festgelegt, dass Oldham sich um das Image der Rolling Stones kümmern sollte, während Eric Easton das Finanzielle übernahm:

„Als Manager nahm Oldham alles, was in den Stones steckte, und blies es zu hundertfacher Größe auf. Langhaarig und häßlich und anarchistisch, wie sie waren, wurden sie durch Oldham in diesen Eigenschaften noch bestärkt, und er verwandelte sie in alles das, was Eltern am meisten haßten, wovor sie sich am meisten fürchteten.“

Im März 1964 stellte John Dunbar Oldham auf einer Release-Party für seine Neuentdeckung Adrienne Posta seine 17-jährige Freundin und spätere Ehefrau Marianne Faithfull vor, die er als einen „Engel mit dicken Titten“ beschrieb. Oldham war begeistert, und um sie zu fördern, bat er die Rolling Stones, ein Lied für sie zu schreiben, welches sie mit der Ballade As Tears Go By auch taten. Den ursprünglichen zu den Rolling Stones gehörenden Musiker Ian Stewart strich er aus dem Line-up der Band, wohl weil er nicht zu dem von Oldham forcierten Bad-Boy-Image der Stones passte. Im Herbst 1967 wurde Oldham, der auch Covertexte für Musikalben der Rolling Stones verfasste, als Manager von den Rolling Stones entlassen und durch Allen Klein, der zunächst Berater Oldhams war, ersetzt.
Im Jahr 1965 gründete Oldham zusammen mit Tony Calder das Plattenlabel Immediate Records. Als Musikproduzenten konnte er neben anderen auch Mick Jagger und Keith Richards gewinnen. Das Label hatte Künstler wie The Small Faces, The Nice, Chris Farlowe, Amen Corner, Humble Pie und P. P. Arnold unter Vertrag. Aufgrund schwerwiegender finanzieller Schwierigkeiten stellte Immediate Records am 18. März 1970 den Betrieb ein und ging in die freiwillige Liquidation. 
Überzeugt die Urheberrechte zu besitzen, plante Oldham im Jahr 2000, den Immediate-Katalog über seine neu gegründete Firma Immediate Records Inc. neu aufzulegen. Dies führte zu einem Rechtsstreit, den Oldham am 7. Februar 2002 verlor, was ihn fast 500.000 Pfund an Prozesskosten kostete.
Oldham heiratete 1964 in Glasgow Sheila Klein, eine Freundin von Linda Keith, die zwischen 1963 und 1966 mit Keith Richards liiert war.
Im Jahr 2014 wurde er in die Rock and Roll Hall of Fame aufgenommen.

## Werke

### Autobiographische Werke
- Stoned: A Memoir of London in the 1960s. 2001, ISBN 978-0312266530.
- 2Stoned. 2003, ISBN 978-0099443650.
- Rolling Stoned. 2011, ISBN 978-1933237305.
- Stone Free. 2012, ISBN  978-1908191571.

### Co-Autor
- ABBA – The Name of the Game; deutsch als ABBA – Thank you for the Music
- Motown: The Sound of Young America.
- Exposed: The Faces of Rock ’n’ Roll.
- Immediate: The Rise and Fall of the UK's First Independent Record Label.
- The Stones: 65‑67.
- Satisfaction: The Rolling Stones Photographs of Gered Mankowitz.
- Goin’ Home with the Rolling Stones ’66.
- Bob Crewe: Sight and Sound: Compositions in Art and Music.